# 梭羅維模型
在數學的集合論中，梭羅維模型是一個由羅伯特·M·梭羅維在1970年建構的模型。在這模型中，策梅洛-弗蘭克爾集合論（ZF）所有的公理成立，但不包括選擇公理；而在此模型中所有的集合都是勒貝格可測的。這個模型的建構仰賴於不可達基數的存在。
梭羅維藉此模型顯示說選擇公理對證明不可測集的存在性而言是必要的，至少在與帶有選擇公理的策梅洛-弗蘭克爾集合論（ZFC）相容的不可達基數存在的狀況下是如此。

## 陳述
以下，ZH表示策梅洛-弗蘭克爾集合論；而DC表示依賴選擇公理。
梭羅維的理論如次表示：假定存在不可達基數，那就存在一個合適的ZF+DC的力迫延伸{\displaystyle V[G]}，使得任意的實數集合都是勒貝格可測的、且具有完美集性質以及貝爾性質。

## 建構
梭羅維以兩個步驟建構他的模型，而他的建構從一個包含不可達基數{\displaystyle \mathrm {K} }的ZFC模型{\displaystyle M}開始。
首先第一步是用力迫中將所有比{\displaystyle \mathrm {K} }還小的基數坍縮至{\displaystyle \Omega }的概念，加入一個一般的集合{\displaystyle G}以將李維坍縮{\displaystyle M\left[G\right]}套用在{\displaystyle M}上，而這樣得到的{\displaystyle M\left[G\right]}會是一個ZFC的模型，而在這模型中所有可在序數的可數序列上定義的實數集合都是勒貝格可測的，且有著貝爾性質與完美集性質（而這包括了所有實數可定義的射影集；然而因為塔斯基不可定義定理之故，實數的可定義集無法以集合論的語言定義；而可在序數的可數序列上定義的實數集合則可如此定義）
第二步是將梭羅維模型{\displaystyle N}給建構成所有{\displaystyle M\left[G\right]}中可自然地在序數的可數序列上定義的集合的類，這模型{\displaystyle N}是{\displaystyle M\left[G\right]}的內模型，且這模型滿足ZF+DC、所有的實數集合都是勒貝格可測的，且具有完美集性質與貝爾性質。而由於這證明利用了{\displaystyle M\left[G\right]}是可在序數的可數序列上定義的這事實之故，因此{\displaystyle N}與{\displaystyle M\left[G\right]}有著相同的實數集。
在不使用梭羅維模型{\displaystyle N}的狀況下，也可使用{\displaystyle M\left[G\right]}較小的內模型L(R)，而L(R)包括了實數的可建構閉包，而這閉包具有類似的性質。

## 評論
梭羅維在他的論文中認為不可達基數不是必需的，一些人也在不假定不可達基數的存在性的狀況下，證明了梭羅維模型的弱化版，尤其柯里文（Krivine）在1969年證明了存在有ZFC的模型，在其中所有序數可定義的集合都是可測的。梭羅維則正明說存在一個ZF+DC的模型，在其中有一些勒貝格測度的平移不變的延伸可套用至所有的實數上；而細拉（Shelah）則在1984年證明說存在有一個模型，在其中所有的實數都有貝爾性質（而在這種狀況下，不可達基數的存在性就是不必要的）。
完美集性質的部分已在1957年由斯貝科（Specker）解決，他證明說在ZF下，若所有的實數集合都有完美集性質且第一個不可數基數{\displaystyle \aleph _{1}}是正則的，那麼在可構造全集中，{\displaystyle \aleph _{1}}就是不可達的。而將他的結果與梭羅維模型結合，可知「存在不可達基數」和「所有的實數集合都有完美集性質」兩者在ZF中是同等相容的。
最後，細拉在1984年證明說不可達基數的相容性對於建構所有實數都是勒貝格可測的模型而言是必要的；更精確地，他證明了說若所有的實數的Σ1
3集都是可測的，那{\displaystyle \aleph _{1}}在可構造全集中就是不可達的，因此不可達基數的條件是不能自梭羅維模型中拿掉的；細拉也證明說在（不用不可達基數）建構一個在其中所有實數的Δ1
3集合都可測的模型方面，Σ1
3條件已近乎是最佳解了。可見Raisonnier (1984)、Stern (1985)跟Miller (1989)的文中對細拉結果的演示。
細拉跟烏丁在1990年證明說若超緊緻基數存在，那所有L(R)中的實數集合，也就是所有由實數生成的可構造集合，都是勒貝格可測的且具有貝爾性質，而這包含了所有「可以合理定義」的實數集合。